# منتخب الجزائر لكرة اليد للسيدات
منتخب الجزائر لكرة اليد للسيدات، هو الممثل الرسمي للجزائر في منافسات كرة اليد للسيدات، بتأطير الاتحادية الجزائرية لكرة اليد، ويعتبر واحد من أفضل الفرق الإفريقية، شارك مرتين في البطولة العالمية عامي 1978 و1997 وعدة مرات في البطولة الأفريقية.

## إنجازات المنتخب
- بطولة العالم
  - مرتبة 11 : 1978
  - مرتبة 19 : 1997
- بطولة أفريقيا
  - الوصيف : 1996
  - الثالث : 1976، 1979، 1994
  - الرابع : 2014
- دورة الألعاب الأفريقية (1)
  - البطل : 1978
- ألعاب البحر الأبيض المتوسط
  - الرابع : 1979

## وصلات خارجية
- موقع الاتحادية
- أخبار كرة اليد الجزائرية